# Целле
Це́лле (нем. Celle [ˈtsɛlə], н.-нем. Celle) — город в Германии, в федеральной земле Нижняя Саксония. Центр округа Целле. Город расположен в южной части Люнебургской пустоши на берегах реки Аллер. Разделён на 17 частей, некоторые из которых были раньше самостоятельными деревнями. Население 69,279 человек (на 2021 год).

## История
Город Целле впервые был упомянут в летописях в 986 года под именем Kellu («город на реке»). В XI веке город имел право чеканить собственные монеты.
В 1292 году граф Оттон II Сильный из рода Вельфов даровал Целле городские привилегии. В 1378 году Целле становится резиденцией герцогов Саксен-Виттенбергских, а в 1433 году — герцогов Брауншвейг-Люнебургских. Герцогский дворец располагается на треугольнике между реками Аллер и Фузе, её притоком. В 1433 году был прорыт ров, соединяющий две реки; таким образом, центр города превратился в остров.
В 1452 году Фридрих Блаженный основывал здесь францисканский монастырь. В 1570 году герцог Вильгельм построил замковую часовню, которая была освящена в 1585 году. В 1705 году умер последний герцог из Брауншвейг-Люнебургского рода, и Целле отошёл к ганноверской линии Вельфов. В 1877 году Петером Вайдманном (Peter Weidmann) в Целле был создан популярный вид шнапса Рацепуц.
В 1920-е гг. работавший здесь архитектор Отто Хеслер построил в Целле первое поселение Нового строительства (впоследствии Интернациональный стиль) Французский сад и первое поселение с применением строчной застройки Сад Святого Георгия (Георгсгартен).
Железнодорожная инфраструктура Целле была разбомблена войсками союзников 8 апреля 1945 года, но старый город от бомбёжек не пострадал. Во время операции узникам концлагеря удалось сбежать из перевозивших их транспортных средств и скрыться в близлежащих лесах. До 10 апреля войска СС и местные бюргеры вели охоту на сбежавших, убив в результате 170 человек.

## Демография
| Год  | Население |
| ---- | --------- |
| 1990 | 71 601    |
| 1995 | 73 883    |
| 2000 | 72 583    |
| 2005 | 71 536    |
| 2010 | 70 446    |
| 2018 | 70 689    |
| 2021 | 69 279    |

## Достопримечательности

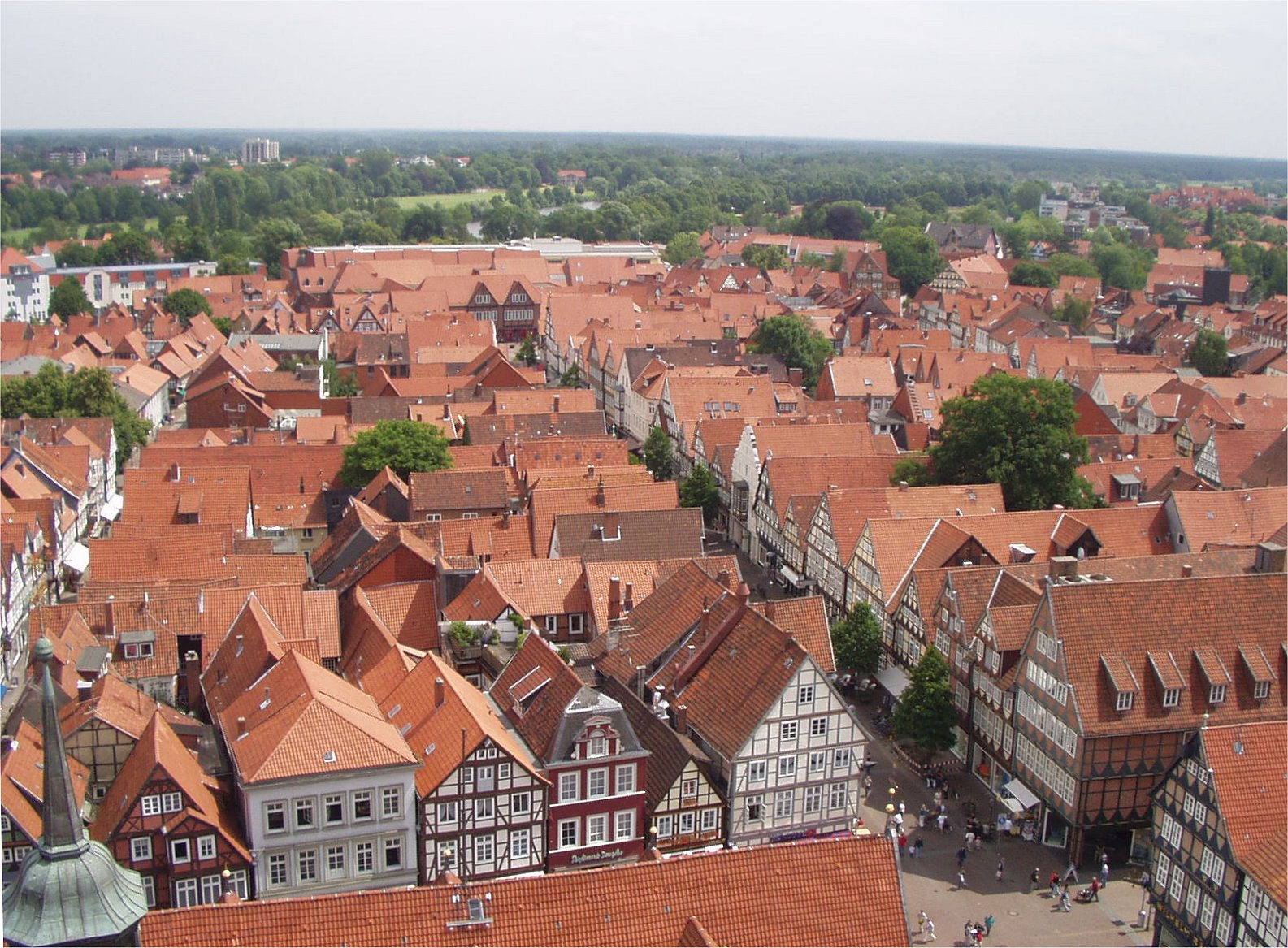
Старый город

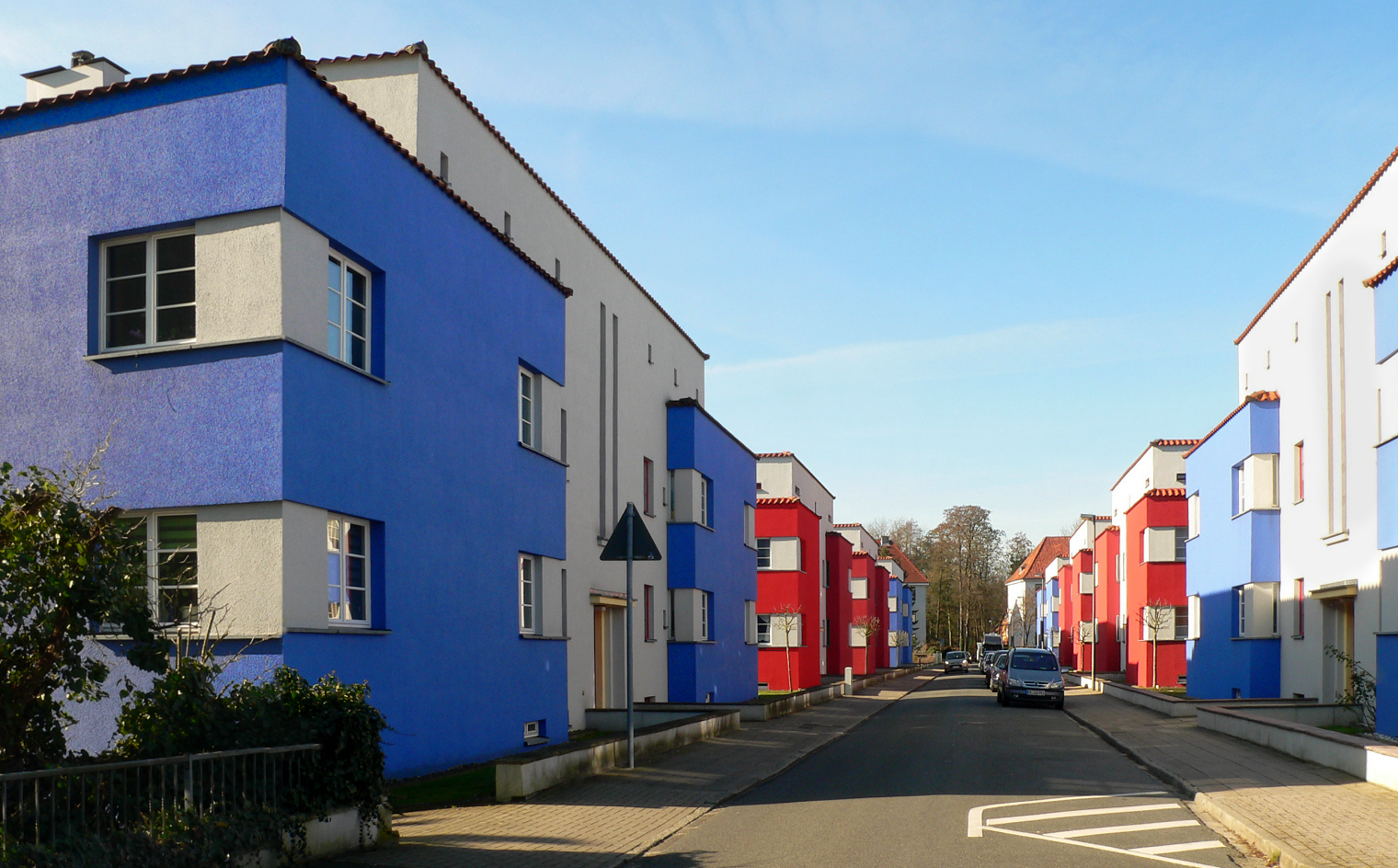
Итальянский сад (1923-1925)

Строения в старом центре города датируются XVI веком, среди них много деревянно-кирпичных домов, что делает Целле привлекательным для туристов местом. Самым впечатляющим зданием является герцогский дворец, построенный в 1530 году на месте предыдущего замка. Другие значимые достопримечательности:
- Придворный театр в стиле барокко (1670-е гг.)
- Старая ратуша
- городская церковь с белой башней, где дважды в день трубач дует в фанфары (древняя традиция, превратившаяся в развлечение для туристов).
- Музей Боманна, посвящённый истории региона и современному искусству (открыт в 1892 г.)
- Вилла Тэер (конец XVIII века)
- Построенная в 1740 году синагога — одна из немногих синагог, переживших Хрустальную ночь в 1938 году: она не подверглась разгрому, так как находилась рядом с важной фабрикой по производству кожи, которая в этом случае была бы повреждена.
- Музей Отто Хеслера, находящийся в бывшем коммунальном корпусе на территории построенного им поселения Блюмлегер Фельд (1930-1931), где можно ознакомиться со всеми его проектами Нового строительства, реализованными в Целле (поселение Итальянский сад, поселение Сад Святого Георгия, «Стеклянная» школа, поселение Блюмлегер Фельд) и других городах Германии, а также с условиями жизни немцев в 1930-1950-х гг.[2]
- Художественный музей Целле

Целле обычно является отправным пунктом для туристов, путешествующих по Люнебургской пустоши.

## Известные уроженцы
- См. Категория:Родившиеся в Целле

## Города-побратимы
- Тюмень (Россия) (1994)
- Сумы (Украина) — с 17 января 1990 года.